# Monethe paulus
Monethe paulus är en fjärilsart som beskrevs av Otto Staudinger och George Schatz 1888. Monethe paulus ingår i släktet Monethe och familjen Riodinidae. Inga underarter finns listade i Catalogue of Life.